# A-CLUB
《A-CLUB》（全名為A-CLUB 動畫俱樂部）是曾於香港以半月刊形式出版的中文雜誌，內容以介紹由日本的動畫及漫畫為主，當中亦包括日本電玩遊戲、特撮、模型及藝能界動態，發展至中後期更嘗試加插美國漫畫專欄。
它是香港出版界首本以日本動漫畫作為專題的刊物，亦是唯一一本不借用外來宣傳圖片作封面之雜誌。該雜誌的封面繪圖大部份都是由A-CLUB內工作的美術人員負責。
鑑於當時資訊貧乏，傳媒、發行商以及主流社會都不太重視動漫，要獲取中文化的動漫資料並不容易，於是A-CLUB成為許多香港讀者認識日本動漫畫的唯一途徑。由對動漫畫傾向「被動接受」的八九十年代，過渡到普羅大眾因資訊媒體發達、進而獲得觀賞主導權的21世紀初，A-CLUB都在扮演著「入門網站」般的中間人角色。它對在香港成長於1980年代至1990年代中的青年族群，有著極為微妙的關係。但隨着VCD、DVD之類的媒體和互聯網等工具發展，取得相關資訊的途徑漸多，該刊最終於2001年停刊。

## 名稱的由來
A-CLUB這個名稱是參考日本Bandai當年出版的模型雜誌"B-Club"而來。
A-CLUB的A是日本動畫"Anime"的簡稱，A-CLUB的全名是Anime Club。它和國內出版的A-Club並不相同。
A-CLUB通常是以大楷書寫。

## 跟《漫畫周刊》的關係
A-CLUB的出版人林查理是海豹集團及前《漫畫周刊》的創辦人。《漫畫周刊》於1982年創刊，1993年停刊。

## 內容及發展

### 早期至中期
在A-CLUB以前，香港出版界並沒有製作動漫畫專題雜誌的經驗，一般同好者只能從《漫畫周刊》和一些新興文化相關的雜誌如《精密模型》以至港漫的動漫專欄中得到少量源自日本動漫特刊和專門雜誌的資訊。進而一些較熱忱的愛好者會自行到銅鑼灣大丸百貨的旭屋書店購買日本的動漫特刊和專門雜誌，如《My Anime》、《Animage》、《Newtype》等。很自然的，早期A-CLUB的編排格式便參照了日本動漫刊物的形式。
相比日本同類刊物，A-CLUB的內文完成度低，編排顯得較為粗糙亦未經授權。說白了就是把每月出版的數本日本動畫雜誌剪取最流行的作品內容和最精美的插畫併合成一册。
雖然A-CLUB會引用日本雜誌的資料，但在內容方面具有其獨特性。比如早期至中期初的專題，就並非純搬字過紙，而是有經過資料搜集、再整理、分析及重寫等程序。這份執著直至中期才開始消失。
和現時的御宅類刊物不同，A-CLUB注重報導一手的動漫資訊，諸如官方設定、故事進展，只有在專欄中才有小量對動漫的深入研究有所著墨。
另外，A-CLUB亦帶有同人誌色彩。編者在報導內容的同時會加入大量個人見解，注重和讀者交流互動，90年代早期亦曾連載工作人員的原創作品。包括班腩及簡艦長創作的《魔洞神龍》及其後陸sir的《魔洞神龍II》，原創漫畫方面有談慶傑的《伏魔神將》、詹國明的《夜骷髏》及其後談慶傑的續編阿波羅外傳《狩夢薔薇》。

### 後期
A-CLUB曾就雜誌內容進行過數次「革新」。

### 刊登不同的漫畫及小說作品
在著作及版權並不普及的年代，A-CLUB會擅自截取及翻譯部份未在香港發行的日本漫畫及小說作品，作為雜誌的內文。在臺港盜版時期這是十分常見的現象。

#### 曾被A-CLUB及A-CLUB Special刊登及翻譯過的作品
- 聖鬥士星矢《星雲鎖·兄弟之絆》 中文譯本
- 《歡迎光臨鋼彈村—少年ZZ的童年趣事》（小出拓　著）介紹
- 機動戰士高達－馬沙之反擊小說版（富野由悠季　著，星野之宣　插畫）
- 天空之城小說版（宮崎駿　原作）

#### 曾出現過的專欄及內容
- A-CLUB信箱
- 買賣場
- 動畫設定資料集
- 原創小說
- 模型製作
- 電視遊戲
- 港日聲優（配音員）介紹（聲色藝直播室、優聲聲優）
- TRPG
- 英國Gameworkshop ~ Epic 4000戰棋
- 同人誌快訊
- 本港動畫討論廣場（HKTVAR）
- C.A.S大賞
- A.S歌與畫
- TV齊齊睇
- 動畫家點將錄
- 音樂地帶
- 特撮劇場《歸來的超人》
- 幻之名作精選

#### 原創連載

##### 小說
- 地球女兒
- 夜骷髏
- 魔洞神龍
- 魔洞神龍II
- Gundam0079RPG 崑崙匕首~機動獵兵列傳

##### 漫畫
- 魔洞神龍（原創的RPG小說及插畫，並有互動讀者參與遊戲部份）
- 魔洞神龍II（互動讀者參與遊戲）
- 夜骷髏（原創科幻小說及插畫）
- 狩夢薔薇

## 封面美術
跟日本同類型雜誌不同，A-CLUB並不會聘請不同的外來畫師來繪製封面，歷來的封面美術往往只是由同一人擔當。
八六年創刊號以手繪ZZ高達為封面，由製作部經理李德輝（Terry Lee)製作及繪畫。直至八十年代末期A-CLUB封面由談慶傑負責，雜誌內亦會有談慶傑寫的封面專欄（筆名「封面佬」）。談慶傑的畫功並非一流水準，但他的封面作品有著相當強的故事構圖及原創性。因此「封面佬」亦成為當時A-CLUB雜誌的特色之一。封面製作其後由詹國明及梅佬（梅修堯）等人接捧。
及至後期，雖然開始有電腦的協助，但由於畫師的技巧問題，A-CLUB封面開始變得拙劣、缺乏風格平平無奇。當時讀者們更戲稱A-CLUB製作的封面比投稿作品業餘味道更重。
最終A-CLUB放棄自製封面，並改以日本動畫宣傳用的插圖取代。

## 跟香港其後出現的同類型雜誌之分別
- A-CLUB一直沿用自行繪製的封面，更曾以非日本動漫角色（《異形》）／非人氣角色（《夜骷髏》）作為封面人物。這是現在雜誌不可能出現的事。
- 另一本同類型雜誌Ways亦於九十年代出現，可是出版三期就停刊。
- A-CLUB雖側重日本流行文化，但並沒有崇日的味道，亦未曾出現過像二十一世紀初《Milk》雜誌那種非中非日的拼貼式崇日文法。
- A-CLUB的所有內容都堅持用書面語，跟後期以香港地道口語為主的同類型雜誌有顯著分別。這跟九十年代後傳媒生態改變有關。
- A-CLUB的廣告比例相對較少。由此可見這十數年間雜誌社對掌握讀者消費模式的差異。

## 翻譯問題及報導內容之準確性
A-CLUB因為重視名稱翻譯準確性，所有日本人角色基本上不遵循香港電視台本地化譯名而堅持使用原名，例如《超時空要塞》主角ATV譯名馬輝A-CLUB堅持使用一條輝或《我係小忌廉》主角TVB譯名沈小桃A-CLUB堅持使用森澤優，但歐美或外星人等原名為片假名的角色側相對較為寬鬆，例如《機動戰士高達》裡的主要角色都跟隨TVB，把アムロ・レイ(Amuro Ray）譯作阿寶和シャア・アズナブル（Char Aznable）譯作馬沙等。第三種則是A-CLUB自行原創的的譯名。部份動漫作品首先出現在雜誌中，角色、事物的名稱未被香港媒介定論而生的情況。因為原名既沒有漢字可依從亦未有電視台譯名可以跟隨，A-CLUB亦會自行以「音譯」或「意譯」原創大量的的譯名。

### A-CLUB所翻譯的部份名稱
- 早於《龍貓》電影的製作階段把原題《となりのトトロ》譯為《身邊的龍貓》，而香港上映時龍貓亦成為了主角トトロ(Totoro)的正式譯名。
- 把《機甲戦記ドラグナー》的ドラグナー（Dragonar）譯作威龍，後來的正版VCD亦直接採用此名。
- 大量《機動戰士高達》系列的機械人原創譯名，如卡碧尼（キュベレイ）、京寶梵 (ケンプファー)、積根（ジェガン）……等，多年後成為了Bandai在港授權出版的官方模型誌的正式譯名。
- 《銀河英雄傳說》的男主角ヤン・ウェンリー（Yang Wenli），A-CLUB先譯成「恩·威利」。後來亞洲電視播出《銀河英雄傳》譯成「羅坤力」。最後中文小說正式譯名為「楊威利」（楊文里）。
- 將《吹泡糖危機》 (1987) 裡的ナイトセイバーズ(Knight Sabers)譯成「戰士飛刀」。
- A-CLUB較任何媒體早將《龍珠》裡的サイヤ（Saiyan）人譯作「西雅人」（無線電視譯名「撒亞人」）；ベジータ（Vegeta）則譯成「柏西達」（無線電視譯名「比達」）。均未有電視台或後來的正版媒體使用。

## A-CLUB Special
除月刊外，A-CLUB亦曾以特刊形式出版過以下作品：

### 特刊名稱
- 聖鬥士星矢
- SD高達（1）
- SD高達（2）
- SD高達（3）
- 幪面超人大圖鑑
- 城市獵人特刊

註：以上全部都是由capt.Dk／簡艦長 編集

## 對當時年青讀者的影響
A-CLUB對當時的讀者有以下影響：
- 讀者能認識到同人誌，及本地同人界的動向。其後，香港的第一本同人漫畫作品亦在1988年推出。

## 趣聞
- A-CLUB信箱原意是為讀者解答有關動漫畫的問題，卻往往變成讀者跟編輯筆戰的地方。
- 負責A-CLUB信箱的人不止一個，但一律會統稱為「A-CLUB盟主」。
- 談慶傑的「封面佬」專欄，內容主要是由「封面」和「佬」兩個虛搆人物的對答而成。
- A-CLUB在停刊後，曾出版一本名為"ACTION"的後繼雜誌。但"ACTION"在創刊號以後便停刊。

## 關連項目
- 四百尺
- 漫畫周刊Facebook專頁群組（页面存档备份，存于）
- A CLUB動畫俱樂部Facebook專頁群組（页面存档备份，存于）

## 外部連結
- A-CLUB 舊專欄「漫畫人生」（页面存档备份，存于）
- 從A-CLUB沒落到動畫無限氾濫
- 本地動漫雜誌 A-CLUB 回顧
- 香港著名動漫雜誌《A-CLUB》停刊
- 夜骷髏有感
- 以前香港動漫雜誌有A-CLUB